# Centre d'informations de crédit
Pour les articles homonymes, voir Zek (homonymie).
Centre d'informations de crédit en allemand Zentralstelle für Kreditinformation (ZEK) est un organisme suisse de centrale des crédits centralisant et listant tous les crédits relatifs à une personne. Cet organisme a pour but de vérifier qu'un nouveau crédit ou prêt accordé à un individu entre dans les capacités financières de ce dernier.

## Organisation
Toute demande de crédit (prêt, carte de crédit) doit être soumise à la ZEK pour vérification par la société de crédit, la banque ou le prêteur. La loi prévoit que le préteur doit procéder à un examen de la capacité à contracter un crédit et donc de la situation financière du preneur de crédit. En cas de violation de ces dispositions, le prêteur perd le montant du crédit qu'il a consenti, y compris les intérêts et frais. Le consommateur pourra aussi réclamer le remboursement des montants déjà versés par ses soins.